# ستلی (کالیفرنیا)
ستلی (به انگلیسی: Sattley) یک منطقهٔ مسکونی در ایالات متحده آمریکا است که در شهرستان سیرا، کالیفرنیا واقع شده‌است. ستلی ۵٫۳۰۷ کیلومتر مربع مساحت و ۴۹ نفر جمعیت دارد و ۱٬۵۰۷٫۸۶ متر بالاتر از سطح دریا واقع شده‌است.